# Audrey Williamson
Audrey Doreen Swayne Williamson, coniugata Mitchell (Bournemouth, 28 settembre 1926 – Rhos-on-Sea, 29 aprile 2010), è stata una velocista britannica, specializzata nei 200 metri piani.
Ufficiale dell'Auxiliary Territorial Service nel British Army, Williamson prima del 1948 non era nota come atleta prima, in quanto si limitava a gareggiare solo in competizioni militari. Corse per la prima volta i 200 metri piani solo dieci settimane prima della sua partecipazione olimpica.
Nel 1948 prese parte ai Giochi olimpici di Londra andando a conquistare la medaglia d'argento. Questo fu il suo unico risultato in una competizione internazionale, in quanto successivamente continuò a praticare l'atletica leggera solo nei circuiti delle gare militari. Nel 1958 sposò il suo commilitone maggiore Brian Mitchell e lasciò l'esercito. Dal loro matrimonio nacquero quattro figli.

## Palmarès
| Anno | Manifestazione  | Sede   | Evento          | Risultato | Prestazione | Note                          |
| ---- | --------------- | ------ | --------------- | --------- | ----------- | ----------------------------- |
| 1948 | Giochi olimpici | Londra | 200 metri piani | Argento   | 25"1        | Miglior prestazione personale |